# Tenhult
För andra betydelser, se Tenhult (olika betydelser).
Tenhult (uttal (fil)) är en tätort i Jönköpings kommun i Jönköpings län.

## Namnet
Tenhult nämns första gången 1455, tenolt. Efterledet -hult betyder tidigast troligen "skottskog", alltså ett skogsparti där man huggit eller beskurit träd för att skapa en kraftig skottbildning som sedan kan användas för att samla in löv. Förledet ten- kan betyda just skott eller kvist.

## Historia
Tenhult var från början bara en by (två gårdar) i Rogberga socken. Byn var redan i 1543 års jordebok delad i Östergård och Västergård, som båda var frälsehemman. Dessa förenades inte permanent under en och samma ägare förrän 1846.
I början av 1600-talet bodde skogvaktare Mickel på Tenhult, och under Kalmarkriget ledde han ett uppbåd av bönder i en attack mot en dansk trupp, som besegrades.
Södra stambanan började byggas cirka 1854 och färdigställdes 1864, då den sista delsträckan, Jönköping-Nässjö-Sandsjö, invigdes. Den station som skapades på marker som tillhört gården Tenhult blev kärna i det samhälle som snabbt växte fram, och som fick namn efter gården. Det som varit Östergården av Tenhult kom att utgöra Tenhults herrgård vid Tenhultasjön, strax söder om tätorten.
Den första egentliga industrin i Tenhult var torvbrytningen på Åkerby mosse, som inleddes 1891. 1897 anlades en linbana för att frakta torven från mossen till järnvägsstationen i Tenhult. Verksamheten fortsatte åtminstone fram till 1925, då en eldsvåda förstörde hela anläggningen. 
Väckelserörelsen etablerades i Tenhult under 1800-talet med en missionsförening, och en pingstförsamling tillkom under 1930-talet.  Föreningslivet blomstrade: 1904 bildades Tenhults atlet och idrottsklubb , och 1912 tillkom Tenhults IF, som en följd av det ökade idrottsintresset efter olympiska spelen i Stockholm. 1943 bildades (Rogberga hembygdsförening), och 1953 skid- och orienteringsklubben Tenhults SOK.
1910 öppnades en folkskola i Tenhult. Den ursprungliga skolbyggnaden, i trä, kompletterades 1949 med en avsevärt större och modernare byggnad, som fortfarande står kvar ("Vita huset").
Tenhults lantmannaskolan invigdes 1912, och bedrev till en början sin verksamhet i folkskolans lokaler. 1914 stod lantmannaskolans egna byggnader klara, utmed Nässjövägen. Efter en brand 1933 var skolan tvungen att byggas upp på nytt, och man valde då att bygga på mark som hörde till Vårhaga, en gård som köpts några år tidigare. Byggnaderna stod klara 1935, och används fortfarande. Skolan har bytt namn flera gånger: från 1963 hette den Tenhults lantbruksskola, från 1971 Vårhagaskolan, från mitten 1980-talet Tenhults lanbruksskola igen, och från 1992 Tenhults naturbruksgymnasium, vilket är det nuvarande namnet. 
Lanthushållsskolan inledde in sin verksamhet 1918 i lokaler som låg i direkt anslutning till lantmannaskolan. Verksamheten växte, och man byggde nya lokaler mellan järnvägen och Nässjövägen; dessa togs i bruk 1933. Tenhults hemvårdarinneskola startade 1946, och 1949 öppnade Bergsätra internatskola, som åtminstone till en början främst fungerade som barnhem för barn till föräldrar med tuberkulos. 
1819 hittade man manganmalm i Spexeryd. Den första båtlasten malm avgick från Halmstad till Glasgow år 1829. Till en början fraktades malmen med häst- eller oxforor till järnvägsstationen i Tenhult, men 1906 byggdes en 8,1 km lång smalspårig järnväg, "Spexerydsbanan". Spexerydsbanans primära syfte var att transportera malm från gruvan till smältverk på andra platser, men en hel del timmer fraktades också - trakten var skogrik. Dessutom användes banan för viss persontrafik, eftersom befolkningsunderlaget i byarna utmed banan tydligen var stort nog för att motivera detta. Banan såldes och lades ned 1931, och gruvdriften upphörde 1946. 
1952 bildades Tenhults landskommun av Rogberga, Barnarps, Ödestugu och Öggestorps socknar. I Kommunreformen 1971 uppgick denna i Jönköpings kommun. 

### Befolkningsutveckling
| Befolkningsutvecklingen i Tenhult 1960–2020 | Befolkningsutvecklingen i Tenhult 1960–2020 | Befolkningsutvecklingen i Tenhult 1960–2020 | Befolkningsutvecklingen i Tenhult 1960–2020 | Befolkningsutvecklingen i Tenhult 1960–2020 |
| ------------------------------------------- | ------------------------------------------- | ------------------------------------------- | ------------------------------------------- | ------------------------------------------- |
|                                             |                                             |                                             |                                             |                                             |
| År                                          |                                             |                                             | Folkmängd                                   | Areal (ha)                                  |
| 1960                                        | 1960                                        |                                             | 1 496                                       |                                             |
| 1965                                        | 1965                                        |                                             | 1 784                                       |                                             |
| 1970                                        | 1970                                        |                                             | 1 995                                       |                                             |
| 1975                                        | 1975                                        |                                             | 2 304                                       |                                             |
| 1980                                        | 1980                                        |                                             | 2 459                                       |                                             |
| 1990                                        | 1990                                        |                                             | 2 766                                       | 237                                         |
| 1995                                        | 1995                                        |                                             | 2 870                                       | 239                                         |
| 2000                                        | 2000                                        |                                             | 2 878                                       | 239                                         |
| 2005                                        | 2005                                        |                                             | 2 916                                       | 239                                         |
| 2010                                        | 2010                                        |                                             | 2 977                                       | 241                                         |
| 2015                                        | 2015                                        |                                             | 3 112                                       | 251                                         |
| 2020                                        | 2020                                        |                                             | 3 150                                       | 262                                         |
|                                             |                                             |                                             |                                             |                                             |

## Samhället
I Tenhults samhälle finns ingen kyrka som är invigd av biskop, dock finns ett kapell i Kyrkans hus. I tätorten finns två frikyrkor, en tillhörande Pingströrelsen och en tillhörande Alliansmissionen

## Kommunikationer
I Tenhult möttes landsvägarna från sydväst (från Ljungby och Helsingborg) och sydost (från Nässjö, Växjö och Kalmar). I Tenhult låg en tullstation innan färden kunde gå vidare norröver mot Jönköping. Vägen mot sydväst är idag liten. Vägen från Nässjö till Jönköping gick tidigare igenom Tenhult, men sedan 2012 går den nybyggda delen av väg 31 utanför tätorten. I Tenhult finns hållplatser för bussar 130, 131 och 119 inom Jönköpingstrafiken. Tenhult har en järnvägsstation vid Jönköpingsbanan Stationen trafikeras av Västtåg (före detta Vättertåg), Krösatåget (Jönköpings länstrafik) och i enstaka fall Nässjö järnvägsmuseum. Före detta har stationen trafikerats av ”östgötapendlen” (Jönköping-Norrköping) ”vättertåg” (Nässjö-Jönköping, Nässjö-Skövde/Falköping, Jönköping-Skövde/Falköping).

## Handel och näringsliv
Tenhult går under smeknamnet "husvagnsmecka". I början av 1960-talet flyttade Kurt Blomqvist, grundare av Kabe, husvagnstillverkningen från sitt garage i Jönköping till en fabrik i Tenhult, och detta är nu en av de största husvagnsfabrikerna i Sverige. I grannsocknen Öggestorp påbörjades husvagnstillverkning 1963; först under namnet LBE-vagnen, men från 1968 med namnet Öggestorp. Tillverkningen upphörde 1995. Två avhoppare från Öggestorpsfabriken startade 1985 egen husvagnstillverkning, "Smålandsvagnen", som dock gick i konkurs redan 1990.
I Tenhult finns också Hobby Fritid, som säljer, köper och reparerar husvagnar och husbilar. 
Förutom husvagnsföretag finns flera andra industrier. Det finns två mataffärer (Ica och Konsum) i samhället, en blomsterhandel och flera frisörer. I Tenhult finns också en större möbelhandel, Europamöbler.

## Utbildning
I Tenhult finns en skola upp till årskurs 6. Där finns också Tenhults naturbruksgymnasium med inriktningarna djurvård, hästhållning, jordbruk och trädgård.  

## Föreningsliv
Det finns två fotbollslag. Tenhults IF spelar i division 4 (2024) och SK Beduinerna som just nu inte har någon serietillhörighet. Det finns också en skid- och orienteringsklubb, TSOK, en skytteförening (TSKG) och sedan 1965 en scoutkår, Mickelskåren. I samhället finns tre pensionärsföreningar.